# Brassac (Tarn-et-Garonne)
Brassac é uma comuna francesa na região administrativa de Occitânia, no departamento de Tarn-et-Garonne. Estende-se por uma área de 20,37 km². Em 2010 a comuna tinha 248 habitantes (densidade: 12,2 hab./km²).